# Syd Owen
Sydney William Owen (29. september 1922 – 27. august 1998) var en engelsk fodboldspiller og træner.
Han spillede 388 kampe for Luton Town.
I 1959 var han Football Writers' Association Footballer of the Year.
Han spillede i hans karriere tre kampe for Englands fodboldlandshold, og deltog også ved VM i fodbold 1954.